# Silent Solitude
『Silent Solitude』（サイレント・ソリテュード）は、OxTの8作目のシングル。2018年8月8日にKADOKAWAより発売された。

## 概要
前作『GO CRY GO』から約7ヵ月ぶりにリリースされた。
表題曲は、テレビアニメ『オーバーロードIII』のエンディングテーマとして書き下ろされた。
今作はTom-H@ckが作曲を手掛けており、エンディングテーマということからアニメ側にロックバラード楽曲を依頼され制作された。

## 収録曲
| 全作詞: hotaru、全作曲: Tom-H@ck、全編曲: KanadeYUK。 |                                                                          |        |            |      |
| #                                                     | タイトル                                                                 | 作詞   | 作曲・編曲 | 時間 |
| 1.                                                    | 「Silent Solitude」(テレビアニメ『オーバーロードIII』エンディングテーマ) | hotaru | Tom-H@ck   | 3:32 |
| 2.                                                    | 「Party Out!!」                                                          | hotaru | Tom-H@ck   | 3:26 |
| 3.                                                    | 「Silent Solitude」(Instrumental)                                        | hotaru | Tom-H@ck   | 3:31 |
| 4.                                                    | 「Party Out!!」(Instrumental)                                            | hotaru | Tom-H@ck   | 3:24 |
| 合計時間:                                             | 合計時間:                                                                | 13:53  |            |      |